# Сербиченко Олександр Калістратович
Олександр Калістратович Сербиченко (17 (29) листопада 1890, місто Люботин Харківської губернії, тепер Харківської області — розстріляний 14 січня 1938) — радянський партійний і державний діяч. Кандидат у члени ЦК КП(б)У в березні — квітні 1920 р. Член ЦК КП(б)У в грудні 1925 — червні 1933 р. Член Оргбюро ЦК КП(б)У в грудні 1925 — листопаді 1927 р. Кандидат у члени Політбюро ЦК КП(б)У в листопаді 1927 — червні 1933 р. Член ВУЦВК.

## Біографія
Народився 17 (29) листопада 1890 року в родині робітника-залізничника. У 1903 році закінчив Крюківське земське училище Полтавської губернії.
Трудову діяльність розпочав у 1903 році робітником лісопильного заводу в місті Кременчуці. До 1907 року працював робітником слюсарно-механічних майстерень у Кременчуці. З 1907 по 1916 рік — робітник головних вагонних майстерень Південної залізниці в місті Крюкові-на-Дніпрі (тепер — частина міста Кременчука) Полтавської губернії, вів підпільну революційну роботу.
Член РСДРП(б) з 1907 року.
З 1916 року — робітник Харківських вагонних майстерень. Після Лютневої революції 1917 — член Харківської міської ради робітничих і солдатських депутатів, член Харківського комітету РСДРП(б).
У березні — квітні 1918 року — народний комісар шляхів Радянської України. У 1918 році був членом Ліквідаційної комісії виконавчого комітету Харківської губернської ради.
У 1918 році — член комісії Народного комісаріату шляхів РРФСР із підвищення продуктивності праці на залізниці; голова Курського міського комітету РСДРП(б), голова Курського губернського революційного трибуналу. Потім — на підпільній роботі в місті Харкові.
У 1919 році — заступник голови виконавчого комітету Харківської губернської ради. У 1919 — лютому 1920 року — голова Іванківського районного комітету КП(б)У міста Харкова, голова виконавчого комітету Іванківської районної ради міста Харкова.
У лютому 1920 — березні 1921 року — заступник голови виконавчого комітету Харківської губернської ради і завідувач відділу управління виконкому Харківської губернської ради.
У березні — липні 1921 року — заступник народного комісара внутрішніх справ Української СРР.
У липні 1921 — травні 1922 року — голова виконавчого комітету Кременчуцької губернської ради. Голова Кременчуцької губернської економічної наради.
У липні — вересні 1922 року — заступник голови виконавчого комітету Харківської губернської ради.
У вересні 1922 — вересні 1924 року — голова виконавчого комітету Полтавської губернської ради.
У 1924 — червні 1925 року — слухач восьмимісячних Курсів при ЦК КП(б)У.
У червні 1925 — 24 лютого 1933 року — заступник голови Ради народних комісарів Української СРР.
У 1933—1934 роках — уповноважений Народного комісаріату шляхів СРСР.
У 1934—1935 роках — заступник торгового представника, торговий представник СРСР в Австрійській Республіці.
21 червня 1935 — серпень 1937 року — заступник голови виконавчого комітету Сталінградської обласної ради.
29 серпня 1937 року заарештований органами НКВС. Розстріляний. Посмертно реабілітований у 1960 році.